# Museo del Barcelona Sporting Club
Museo de Barcelona Sporting Club es el museo situado en las instalaciones del Edificio Astillero en Puerto Santa Ana, en la ciudad de Guayaquil, que exhibe la historia del club, entre ello trofeos, fotografías y objetos relacionados con sus jugadores y masa social.

## Historia
Se realizó con la iniciativa de algunos expresidentes del club, y apoyados por  presidente del equipo en ese entonces Eduardo Maruri, con la colaboración de Jaime Nebot alcalde de Guayaquil, y los expresidentes del Barcelona Xavier Paulson Mateus y Galo Roggiero. Fue inaugurado el 8 de julio de 2013.
Se encuentra ubicado en el complejo inmobiliario Puerto Santa Ana en las instalaciones del Edificio Astillero, en donde también se encuentra el Museo al cantante ecuatoriano Julio Jaramillo y el Museo del Club Sport Emelec.